# Monastère Saint-Nicolas de Rikhli
Le monastère Saint-Nicolas de Rikhli (ukrainien : Миколаївський Пустинно-Рихлівський монастир) est une institution religieuse  qui date du XVIe siècle et se trouve dans le raïon de Novhorod-Siverskyï au village de Rylkhi proche de Ponornytsia.

## Historique
C'est un monastère créé à côté d'une église en bois connue dès le XVIe à côté de laquelle fut découvert une icône ; il dépend de l'Église orthodoxe ukrainienne (patriarcat de Moscou). La Moscovie l'a restitué à la métropole de Kiev après le traité de Déoulino en 1618.
À partir de 2004, la renaissance du monastère est décidée par le diocèse UOC de Nijynet, c'est le 28 septembre 2019 que le monastère prend le nom de monastère masculin du désert de Mykolaïv-Rykhli.

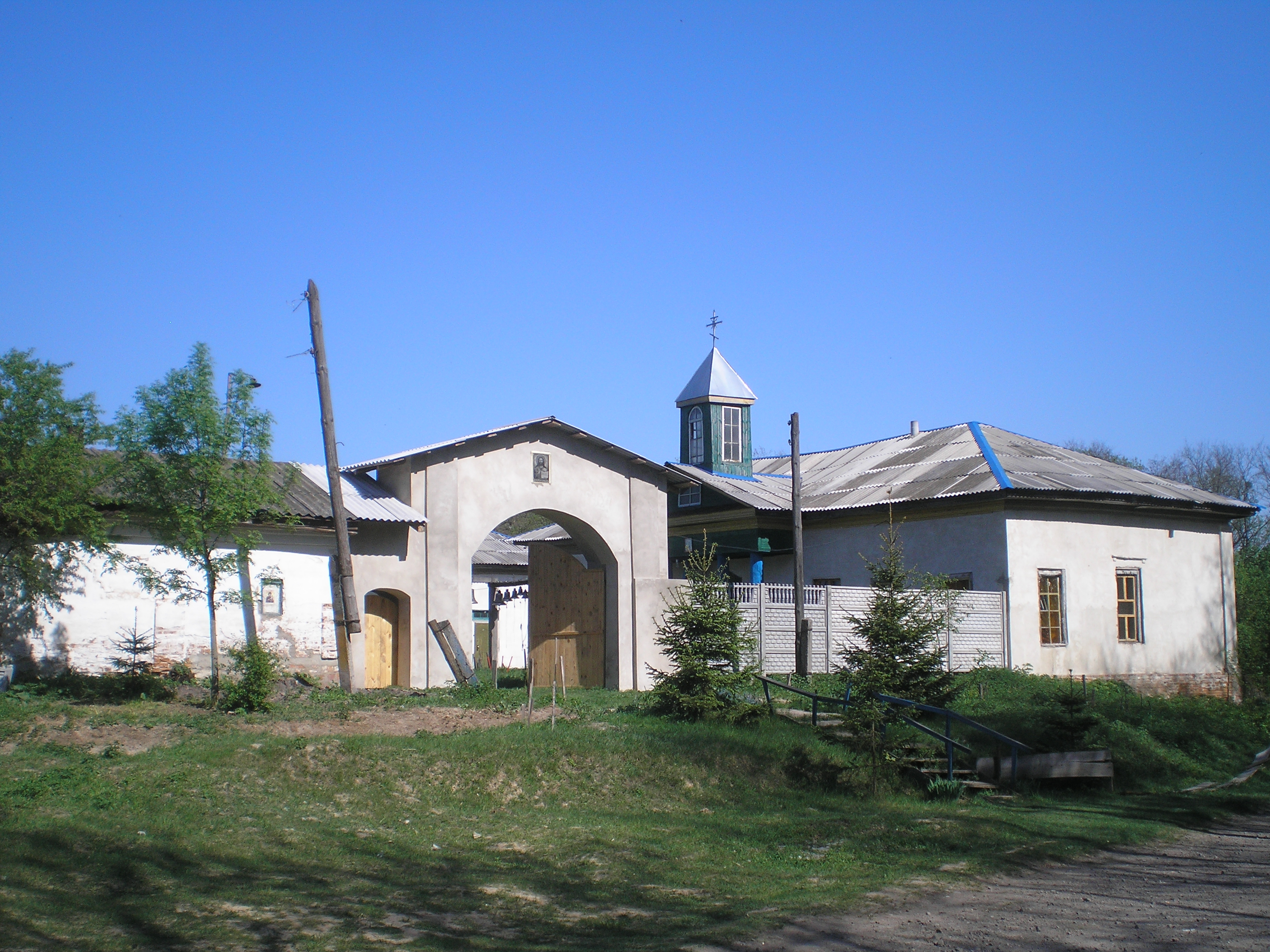
Le portail.
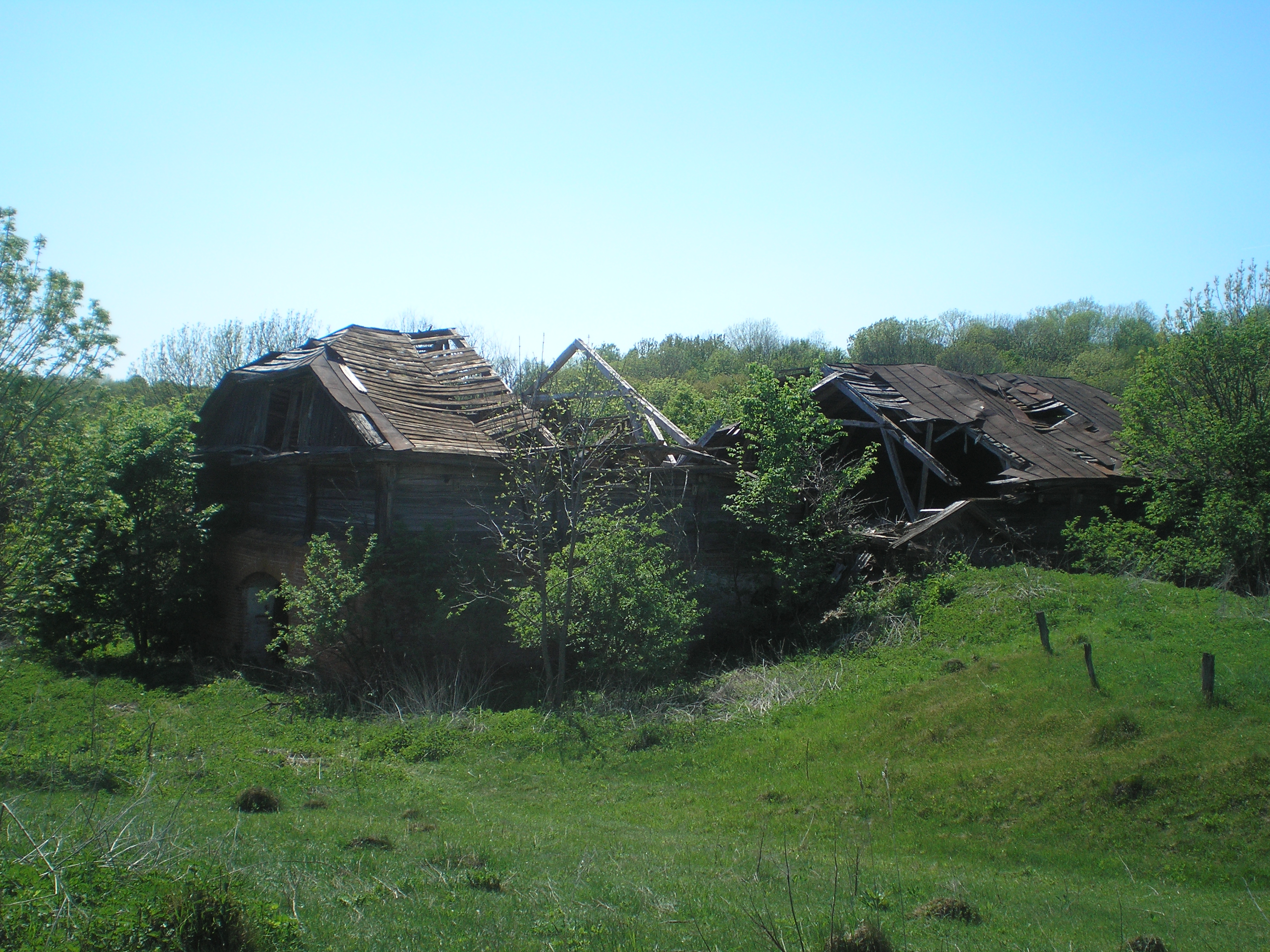
Bâtiment à
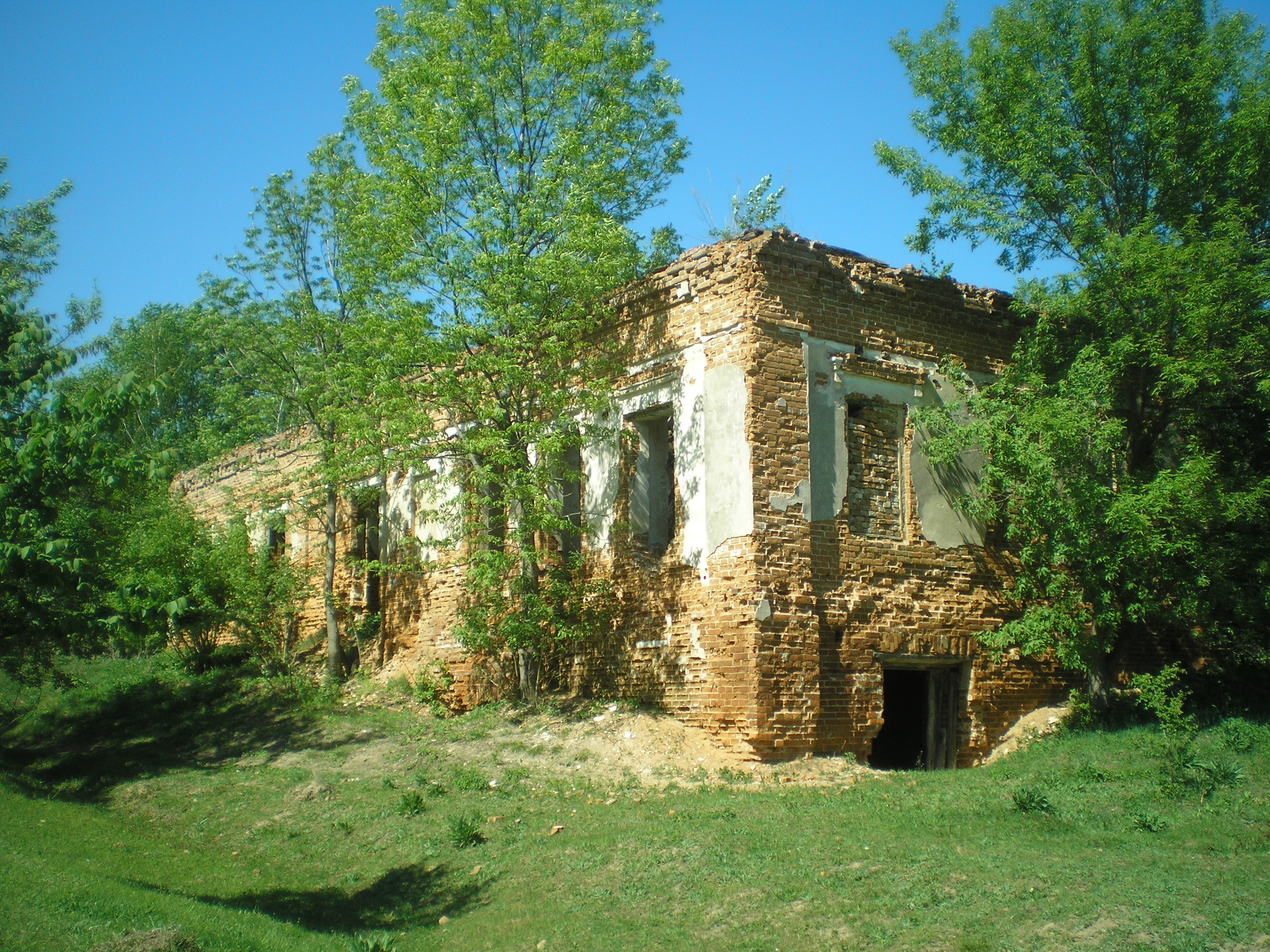
l'abandon.